# Америкян, Цолак Керопович
Цолак Керопович Америкян (при рождении — Галуст Керопович Сулуликян) (арм. Ցոլակ Ամերիկյան; 23 сентября (5 октября) 1887, Трабзон, Османская империя ‒ 17 сентября 1964, Ленинакан, Армянская ССР) — армянский советский актёр, народный артист Армянской ССР (1947).

## Биография
Родился в семье сапожника. Окончил армянскую и русскую семинарии в Батуми. До 1908 года жил во нескольких странах Европы и Африки, работал докером, чернорабочим, служащим. В Париже и Каире посещал театры и драматические студии.
Начинал театральную деятельность в 1909 году в Батуми. Затем играл в различных армянских труппах Абеляна, Папазяна, Харазяна, работал в театрах России, Украины, закавказских республик и др. Руководил театральными коллективами. В 1918—1930 годах возглавлял армянские труппы, работавшие в Киеве, Харькове, Одессе, Николаеве, Керчи.
С 1931 года был актёром Ленинаканского драматического театра.

## Избранные роли
- дядя Багдасар, Манук-ага (одноименная пьеса и «Высокочтимые попрошайки» Пароняна),
- Элизбаров, Бархудар («Из-за чести», «Намус» Ширванзаде),
- Зенон («Страна родная» Демирчяна),
- Шах Зеир («Шахнаме» Джанана),
- Шейлок («Венецианский купец» Шекспира),
- Вурм («Коварство и любовь» Шиллера) и др.

## Фильмография
- 1938 — Зангезур — Атюн Апер
- 1957 — Кому улыбается жизнь -
- 1957 — Сердце матери — дед
- 1960 — Северная радуга — эпизод
- 1961 — Печёнка (короткометражный) — Никогос-ага (дублировал Александр Хвыля)
- 1962 — Кольца славы — Варпет Оган